# Sh2-137
Sh2-137 est une nébuleuse en émission visible dans la constellation de Céphée.
Elle est située dans la partie centrale de la constellation, juste à l'ouest de l'étoile ξ Cephei. La période la plus appropriée pour son observation dans le ciel du soir tombe entre les mois de juillet et décembre et elle est considérablement facilitée pour les observateurs situés dans les régions de l'hémisphère boréal, où elle se produit circumpolaire jusqu'aux régions tempérées chaudes.
Compte tenu de sa distance d'environ 600 pc (∼1 960 al) et de sa position, cette nébuleuse est supposée être connectée à une grande structure de bulles appelée Cepheus Bubble, qui provient de l'explosion d'une supernova à l'intérieur de l'association stellaire Céphée OB2. L'ionisation de ses gaz est générée par le rayonnement ultraviolet d'au moins cinq étoiles, dont les plus importantes sont une géante bleue de classe spectrale O9.5II et l'étoile double HD 207198. Dans la direction de cette nébuleuse, deux sources de rayonnement infrarouge ont été identifiées : IRAS 21563+6330 et IRAS 21562+6338,.